# Joel Waweru Mwangi
Joel Waweru Mwangi (Gakira, 4 de outubro de 1959) foi o segundo bispo da Diocese Anglicana de Nairóbi (ACK), na província do Quênia, de 2010 a 2024.

## Biografia
Joel Waweru Mwangi é o sétimo filho dos falecidos Bernard Mwangi e Ruth Wambui. Cresceu na fazenda da família, sendo seus pais cristãos e membros ativos da East African Revival Fellowship (Tukutendereza). Ele frequentou a Escola Primária Muguru, entre 1966 e 1974, e depois a Escola Secundária Kangema, de 1975 a 1978. Converteu-se em 3 de julho de 1977.
Joel ingressou no Church Army College (atualmente Carlile College) entre 1980 e 1981 e obteve um certificado que o qualificou como Evangelista do Exército da Igreja, sediado na Catedral de St. James & All Martyrs, em Murang'a. Ele desenvolveu sua formação em Educação Teológica por Extensão (TEE) ao longo de quatro anos. Foi promovido ao cargo de Oficial do Colégio de Treinamento no Church Army Africa antes de concluir o curso de TEE. Posteriormente, ele adicionou um certificado em Estudos Religiosos pela Universidade de Nairóbi.
Em 1986, se casou com Tabitha Muthoni Waweru, e tiveram duas filhas. Ele também se juntou à East Africa School of Theology para cursar seu primeiro B.A. em Teologia Bíblica e no mesmo ano se tornou o Oficial Administrativo da Church Army Africa. De 1992 a 1996, tornou-se Secretário-Geral Adjunto da Church Army Africa, além de Secretário-Geral Interino nomeado em 1992 por dois anos, aguardando o Secretário-Geral nomeado, Rev. Cônego Stanley F. Dakin, que estava no Reino Unido na época. Seu tempo no Church Army Africa o fez viajar muito para representar a instituição africana no exterior, tanto como líder quanto como palestrante principal em algumas conferências. Joel foi feito diácono em 1993 e ordenado sacerdote no ano seguinte na Catedral de Todos os Santos, a então Diocese de Nairóbi, pelo falecido Arcebispo Manasses Kuria.
Em 1995, enquanto estava no Minnesota, Joel serviu como pastor em meio período na Igreja Anglicana de St. Luke. Mudou-se com a família para o Reino Unido no ano seguinte para cursar o Mestrado em Teologia no Instituto Pastoral Hallam de Sheffield (Universidade de Leeds). No mesmo ano, também obteve licença para trabalhar como padre na Diocese de Sheffield, Reino Unido. Enquanto cursava o mestrado, foi designado para a Igreja de St. Mary's Brammall Lane, em Sheffield, como pastor assistente e, em seu último ano, em 1999, foi designado para a Paróquia de St. Silas - Broomhall, como padre presidente.
Joel, juntamente com sua família, mudou-se de volta para o Quênia em dezembro de 1999, onde por três meses atuou como Organizador Diocesano da Juventude (DYO). Mais tarde, foi nomeado Vigário na St. Polycarp Mlango Kubwa, ACK, de março a dezembro de 2000. No dia de Ano Novo do ano de 2001, Joel se apresentou a um novo posto na ACK St. James Church Buruburu como Vigário. Enquanto servia em St. James, ele foi colado e instalado Cônego e empossado como Arquidiácono com a Arquidiaconia da Catedral.
Reverendo Waweru também foi o presidente do Conselho Diretor da Escola Secundária Thangira Umoja, em Thika, e, enquanto sua filha estudava na Escola Secundária St. George, foi eleito membro do conselho da Associação de Pais e Mestres (APM) por três anos consecutivos. Ele também atuou como presidente da Câmara do Clero e representante do Sínodo Provincial na Diocese de Nairóbi.
Em julho de 2010, o Bispo Peter Njoka se aposentou e foi sucedido pelo Reverendíssimo Joel Waweru como segundo bispo da Diocese Anglicana de Nairóbi (ACK). Ele foi consagrado e entronizado em 5 de setembro de 2010.
Em suas várias funções, também foi membro do Conselho Consultivo do Kenya Christian Professionals Forum (KCPF) e eleito para o comitê permanente do Conselho Consultivo Anglicano em 2016.
Em 12 de janeiro de 2022, Waweru foi denunciado perante o Tribunal de Kibera. Ele foi acusado de assediar repetidamente uma sacerdotisa ao longo de três anos, agarrando seus seios e tentando beijá-la. Quando a sacerdotisa rejeitou suas investidas, segundo a denúncia, o bispo retaliou, demitindo-a do cargo de arquidiácona, reduzindo seu salário e transferindo-a para outra paróquia. O bispo de Nairóbi pediu a um tribunal de apelação que rejeitasse a queixa, alegando que as acusações não foram declaradas com especificidade, tornando-o incapaz de refutar as alegações.
Seu sucessor, Jonathan Kabiru Kariuki, foi consagrado e entronizado como 3º Bispo da Diocese de Nairóbi em 16 de março de 2025.